# Patrick Maitland (17e comte de Lauderdale)
Patrick Francis Maitland, 17e comte de Lauderdale, FRGS (17 mars 1911 - 2 décembre 2008), appelé l'hon. Patrick Maitland, maître de Lauderdale, de 1953 à 1968, est un homme politique unioniste écossais.

## Jeunesse
Formé à Lancing, West Sussex, et au Brasenose College, Oxford (BA Hons., 1933), Maitland entame ensuite une carrière dans le journalisme. Pendant la Seconde Guerre mondiale il sert comme correspondant spécial (Balkans et danubien) pour The Times 1939-1941, et dans la dernière année est également correspondant spécial pour le Washington News Chronicle. Il est alors correspondant de guerre pour le News Chronicle dans le Pacifique, l'Australie et la Nouvelle-Zélande de 1941 à 1943, est avec les Marines américains à Guadalcanal, est mitrailleur de queue dans un B17 puis rejoint le département de renseignement politique du Foreign Office où il dirige le département yougoslave des Affaires étrangères britannique de 1943 à 1945.

## Carrière politique
En 1951, il est élu député de Lanark, après que son ancien député (et futur premier ministre) Alec Douglas-Home ait été disqualifié après avoir accédé à la Pairie de son père. Maitland occupe le siège jusqu'en 1959 quand il est battu par la candidate travailliste Judith Hart. De 1957 à 1959, il est président fondateur du groupe d'expansion du Commonwealth à la Chambre des communes, où il est également président du sous-comité de l'énergie et des transports.
Maitland succède à son frère, le révérend Alfred Maitland, 16e comte de Lauderdale dans le comté en 1968. Il est également membre du Conservative Monday Club et président du comité restreint de la Chambre des lords sur l'examen de la CEE de 1974 à 1979, vice-président du comité de l'Association des pairs conservateurs de 1980 à 1987, vice-président et cofondateur du groupe parlementaire pour les études sur l'énergie de 1980 à 1999, président du groupe parlementaire multipartite « Église en danger » 1988. Il est membre à vie de la Society for Individual Freedom.
Il est également directeur d'Elf Aquitaine (UK) Holdings Ltd., consultant en géographie économique, consultant industriel, ancien rédacteur en chef de The Fleet Street Letter Service (une agence d'information politique et diplomatique) et rédacteur en chef de la lettre de Whitehall. Il est membre du collège des gardiens du sanctuaire national de Notre-Dame de Walsingham, Norfolk 1955–1982, et président de The Church Union 1956–1961. Il est un Fellow de la Royal Geographical Society et un membre du Travellers Club à Londres  et du New Club à Edimbourg . Il est également le porteur héréditaire du drapeau national de l'Ecosse, et chef du clan Maitland .

## Mariage
Le 20 juillet 1936, il épouse Stanka (décédée en 2003), fille aînée du professeur Milivoje Losanitch (serbe Lozanić), de Belgrade, Yougoslavie, petite-fille du professeur Sima Lozanić, chimiste, président de l'Académie royale serbe, premier recteur de l'université de Belgrade, ministre des affaires étrangères, ambassadeur du royaume de Serbie à Londres. Ils ont :
- Ian Maitland (18e comte de Lauderdale) (en) (né le 4 novembre 1937) lieutenant, réserve de la Royal Navy, membre de la Queen's Bodyguard for Scotland, Royal Company of Archers et banquier[2],[7]. Il est marié et a un fils John Douglas Maitland, maintenant maître de Lauderdale (né en 1965).
- Lady Olga Maitland, (née le 23 mai 1944), qui est également femme politique et députée du Parti conservateur (Royaume-Uni), de 1992 à 1997[8]. En 1969 elle épouse Robin William Patrick Hamilton Hay, MA, LL. B., un registraire de la cour de la Couronne. Ils ont deux fils et une fille.
- Lady (Caroline Charlotte) Militza Maitland (1946–2010)[9] conseillère et physiothérapeute.
- Hon. Sydney Milivoje Patrick Maitland (né le 23 juin 1951), prêtre de l'Église épiscopale écossaise[10].